# Тиби (футболист)
Антониу Жозе де Оливейра Мейрелиш, более известный как Тиби (9 апреля 1951 — 28 декабря 2021) — португальский футболист, игравший на позиции вратаря.

## Биография
Тиби родился в Матозиньюше, округ Порту. Он провёл значительную часть своей 19-летней карьеры в «Порту». Он был основным вратарём при тренере Беле Гуттманне, но при Жозе Марии Педроту не был игроком основы. За время своего пребывания в составе «драконов» Тиби провёл 131 матч во всех турнирах, выиграл Кубок Португалии 1977 года и два Суперкубка. В 1982 году покинул клуб, вернувшись в «Лейшойнш».
Тиби сыграл два матча за сборную Португалии с перерывом в семь лет. Его дебют состоялся 13 ноября 1974 года, он вышел во втором тайме товарищеского матча против Швейцарии и пропустил один гол с пенальти, его команда проиграла со счётом 3:0. Свой второй и последний матч он провёл 20 июня 1981 года против Испании, также выйдя во втором тайме. Португалия выиграла со счётом 2:0.
28 декабря 2021 года Тиби умер в своем родном городе от дегенеративного заболевания, ему было 70 лет.